# Chamvres
Chamvres là một xã của Pháp,tọa lạc ở tỉnh Yonne trong vùng Bourgogne. Người dân ở đây trong tiếng Pháp gọi là Chambériots (nam giới) và Chambériotes (nữ giới).

## Hành chính
| Danh sách các thị trưởng               |           |     |      |         |
| Giai đoạn                              | Giai đoạn | Tên | Đảng | Tư cách |
| tháng 3 năm 2001                       |           |     |      |         |
| Tất cả các dữ liệu trước đây không rõ. |           |     |      |         |

## Thông tin nhân khẩu
| Năm | 1962 | 1968 | 1975 | 1982 | 1990 | 1999 |
| --- | ---- | ---- | ---- | ---- | ---- | ---- |
| Dân số | 422  | 425  | 515  | 568  | 619  | 643  |
| From the year 1962 on: No double counting—residents of multiple communes (e.g. students and military personnel) are counted only once. |      |      |      |      |      |      |